# Schafloch
Das Schafloch ist eine Höhle bei Sigriswil im Kanton Bern in der Schweiz.
Der rund 800 m lange begehbare, öffentlich zugängliche Stollen unterquert den Sigriswilgrat beim Sigriswiler Rothorn. Er ist sowohl von Südosten her aus dem Justistal erreichbar, als auch von der Zettenalp auf der nordwestlichen Gratseite.

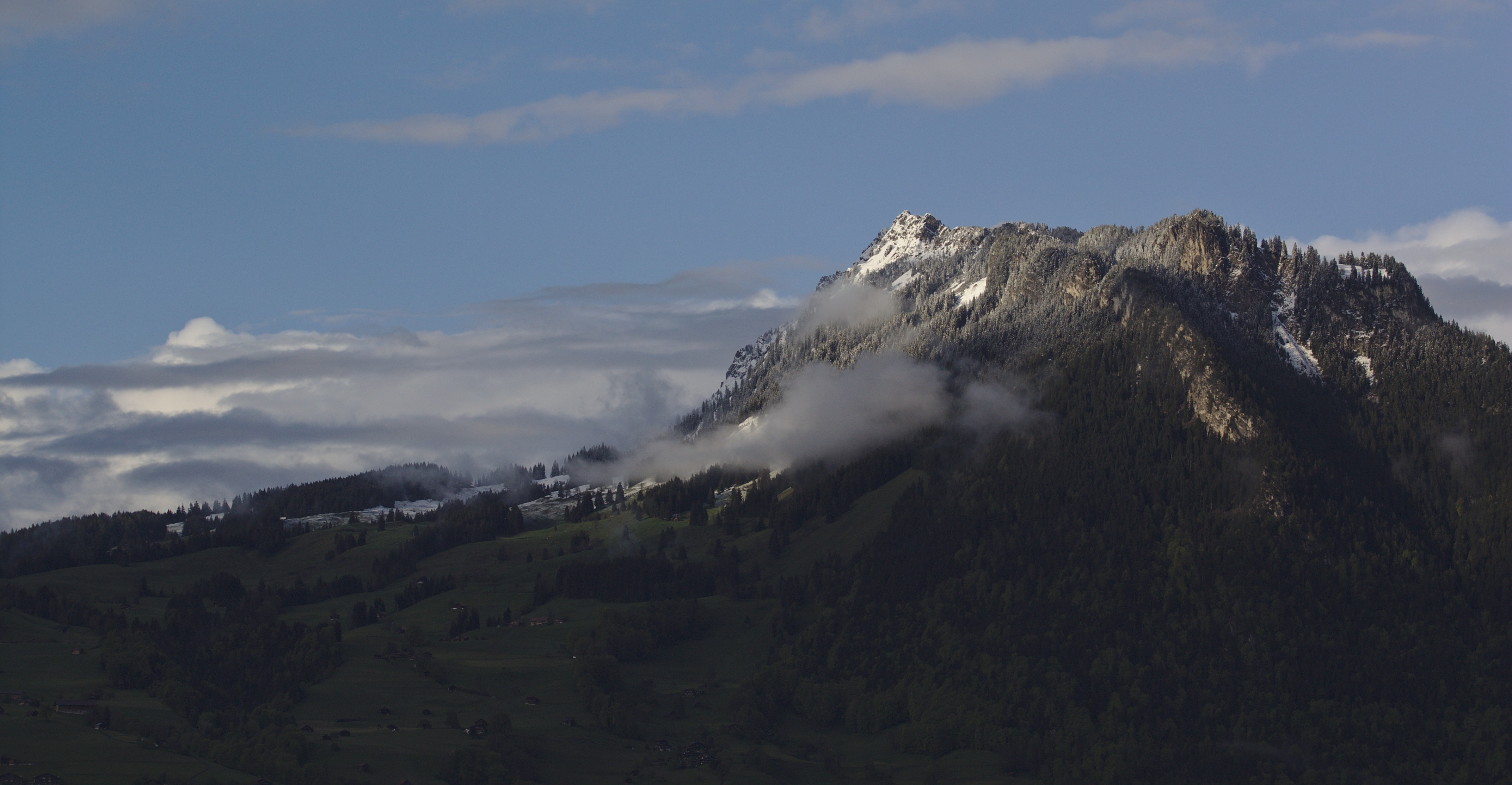
Sigriswiler Rothorn

Das Schafloch wurde am 5. September 1822 vom späteren General Guillaume-Henri Dufour besucht, der darüber einen Bericht veröffentlichte. Im Jahr 1884 wurde die Höhle von Berner Ingenieuren vermessen, im Zweiten Weltkrieg wurde sie von der Schweizer Armee zur Sperrstelle Schafloch erweitert.